# Rêver (album de Keen'V)
Albums de Keen'V
Thérapie
(2019) Diamant
(2022)
Rêver est le neuvième album de Keen'V sorti le 7 mai 2021. L'album est composé de 17 titres.
Une réédition de l'album est sorti le 5 novembre 2021 avec 10 titres inédits.

## Liste des pistes
| Édition standard | Édition standard                      | Édition standard | Édition standard | Édition standard | Édition standard | Édition standard | Édition standard | Édition standard | Édition standard |
| No               | Titre                                 | Durée            |                  |                  |                  |                  |                  |                  |                  |
| ---------------- | ------------------------------------- | ---------------- | ---------------- | ---------------- | ---------------- | ---------------- | ---------------- | ---------------- | ---------------- |
| 1.               | Affaire classée                       | 2:45             |                  |                  |                  |                  |                  |                  |                  |
| 2.               | Tahiti                                | 3:03             |                  |                  |                  |                  |                  |                  |                  |
| 3.               | Ça résonne (avec DJ Florum)           | 2:48             |                  |                  |                  |                  |                  |                  |                  |
| 4.               | Bébé sois mienne                      | 2:31             |                  |                  |                  |                  |                  |                  |                  |
| 5.               | T'en va pas                           | 2:59             |                  |                  |                  |                  |                  |                  |                  |
| 6.               | Je garde le sourire                   | 2:42             |                  |                  |                  |                  |                  |                  |                  |
| 7.               | Pour toi                              | 3:06             |                  |                  |                  |                  |                  |                  |                  |
| 8.               | Toi et moi                            | 2:51             |                  |                  |                  |                  |                  |                  |                  |
| 9.               | Pardon                                | 3:07             |                  |                  |                  |                  |                  |                  |                  |
| 10.              | J'croyais                             | 3:21             |                  |                  |                  |                  |                  |                  |                  |
| 11.              | Quoi qu'il arrive (avec Magic System) | 2:52             |                  |                  |                  |                  |                  |                  |                  |
| 12.              | Jalouse                               | 3:12             |                  |                  |                  |                  |                  |                  |                  |
| 13.              | À tes côtés                           | 3:10             |                  |                  |                  |                  |                  |                  |                  |
| 14.              | Cette voix dans ma tête               | 3:31             |                  |                  |                  |                  |                  |                  |                  |
| 15.              | C'est chaud                           | 2:52             |                  |                  |                  |                  |                  |                  |                  |
| 16.              | Un seul de tes sourires               | 3:36             |                  |                  |                  |                  |                  |                  |                  |
| 17.              | Je serai toujours là                  | 2:48             |                  |                  |                  |                  |                  |                  |                  |
| 51:14            |                                       |                  |                  |                  |                  |                  |                  |                  |                  |

| Réédition | Réédition                          | Réédition | Réédition | Réédition | Réédition | Réédition | Réédition | Réédition | Réédition |
| No        | Titre                              | Durée     |           |           |           |           |           |           |           |
| --------- | ---------------------------------- | --------- | --------- | --------- | --------- | --------- | --------- | --------- | --------- |
| 1.        | Dilemme (avec Dely Kate)           | 3:11      |           |           |           |           |           |           |           |
| 2.        | Boom-Boom                          | 3:13      |           |           |           |           |           |           |           |
| 3.        | Rater le coche                     | 2:30      |           |           |           |           |           |           |           |
| 4.        | Cri de détresse (avec Alexy Large) | 2:55      |           |           |           |           |           |           |           |
| 5.        | Du love                            | 2:28      |           |           |           |           |           |           |           |
| 6.        | Où je vais (avec Alice Terry)      | 3:07      |           |           |           |           |           |           |           |
| 7.        | Vrai sexe                          | 2:39      |           |           |           |           |           |           |           |
| 8.        | Ma perle rare                      | 3:05      |           |           |           |           |           |           |           |
| 9.        | Cicciolina                         | 3:00      |           |           |           |           |           |           |           |
| 10.       | 200 à l'heure                      | 3:09      |           |           |           |           |           |           |           |
| 29:17     |                                    |           |           |           |           |           |           |           |           |

## Clips vidéos
- Tahiti : 7 mai 2020
- Quoi qu'il arrive (avec Magic System) : 28 octobre 2020
- Je garde le sourire : 5 mars 2021
- Dilemme (avec Dely Kate) : 2 août 2021
- Affaire classée : 26 octobre 2021